# ACD Potiguar
ACD Potiguar, ook bekend als Potiguar de Mossoró is een Braziliaans voetbalclub uit Mossoró, in de deelstaat Rio Grande do Norte.

## Geschiedenis
De club werd opgericht in 1945 na een fusie tussen EC Potiguar en SD Mossoró. In 1974 speelde de club voor het eerst in de hoogste klasse van het Campeonato Potiguar als een van de eerste clubs van buiten de hoofdstad Natal. Op enkele korte onderbrekingen na is de club een vaste waarde in de competitie. In 1979 speelde de club in de Série A, maar werd daar in de eerste ronde uitgeschakeld. Tussen 1995 en 2008 speelde de club ook tien seizoenen in de Série C.
In 2004 keerde de club na één jaar afwezigheid terug en werd dat jaar voor het eerst staatskampioen, nadat ze de finale wonnen van América de Natal. In 2013 stond de club opnieuw in de finale tegenover América en won de finale na strafschoppen en werd voor de tweede keer kampioen.  

## Erelijst
Campeonato Potiguar
2004, 2013